# 市庄站
市庄站是石家庄地铁3号线的地铁车站，位于中华人民共和国河北省石家庄市新华区中华北大街与市庄路交叉口，于2020年1月20日开通运营。

## 车站结构
市庄站位于中华北大街与市庄路交叉口，沿中华北大街呈南北向布置，为地下两层岛式站台车站，车站长210米，宽22.1米，车站地下一层为站厅层，地下二层为站台层，站台设置全高站台门。建设中的5号线车站沿市庄路呈东西向布置，为地下三层岛式站台车站。
|                   |  | █ 3号线往西三庄（柏林庄） |
| 島式 · 開左邊车门 |  |                           |
|                   |  | █ 3号线往乐乡（市二中）   |

|               |  | 未來 █ 5号线往宫北路（火车北站）   |
| 未啟用 · 島式 |  |                                    |
|               |  | 未來 █ 5号线往谈固北大街（北新街） |

## 车站出口
市庄站目前开放3个出入口，各出口及周围设施如下所示：
| 出口编号                             | 照片 | 地点                               | 可到达目的地 |
| ------------------------------------ | ---- | ---------------------------------- | ------------ |
| 出口 · A · 扶手电梯标志              |      | 中华北大街（东侧），市庄路（北侧） | 中山宾馆     |
| 出口 · C · 扶手电梯标志              |      | 中华北大街（西侧），市庄路（南侧） |              |
| 出口 · D · 升降机标志 · 扶手电梯标志 |      | 中华北大街（西侧），市庄路（北侧） | 华兴企业集团 |
| 註： 設有 \| 設有扶手電梯            |      |                                    |              |

## 接驳交通

### 公交车
- 市庄：8路，17路，108路，117路，西部长青假日旅游专线2路

## 历史
- 2020年1月20日，3号线车站随3号线一期北段通车一同开通[1]。
- 2021年1月9日，受新冠疫情影响，车站暂停运营[3]。2月19日，车站恢复运营[4]。
- 2022年8月28日，受新冠疫情影响，车站暂停运营[5]。9月6日，车站恢复运营[6]。
- 2024年11月29日，5号线车站主体工程开工[7]。